# Górowo (powiat olsztyński)

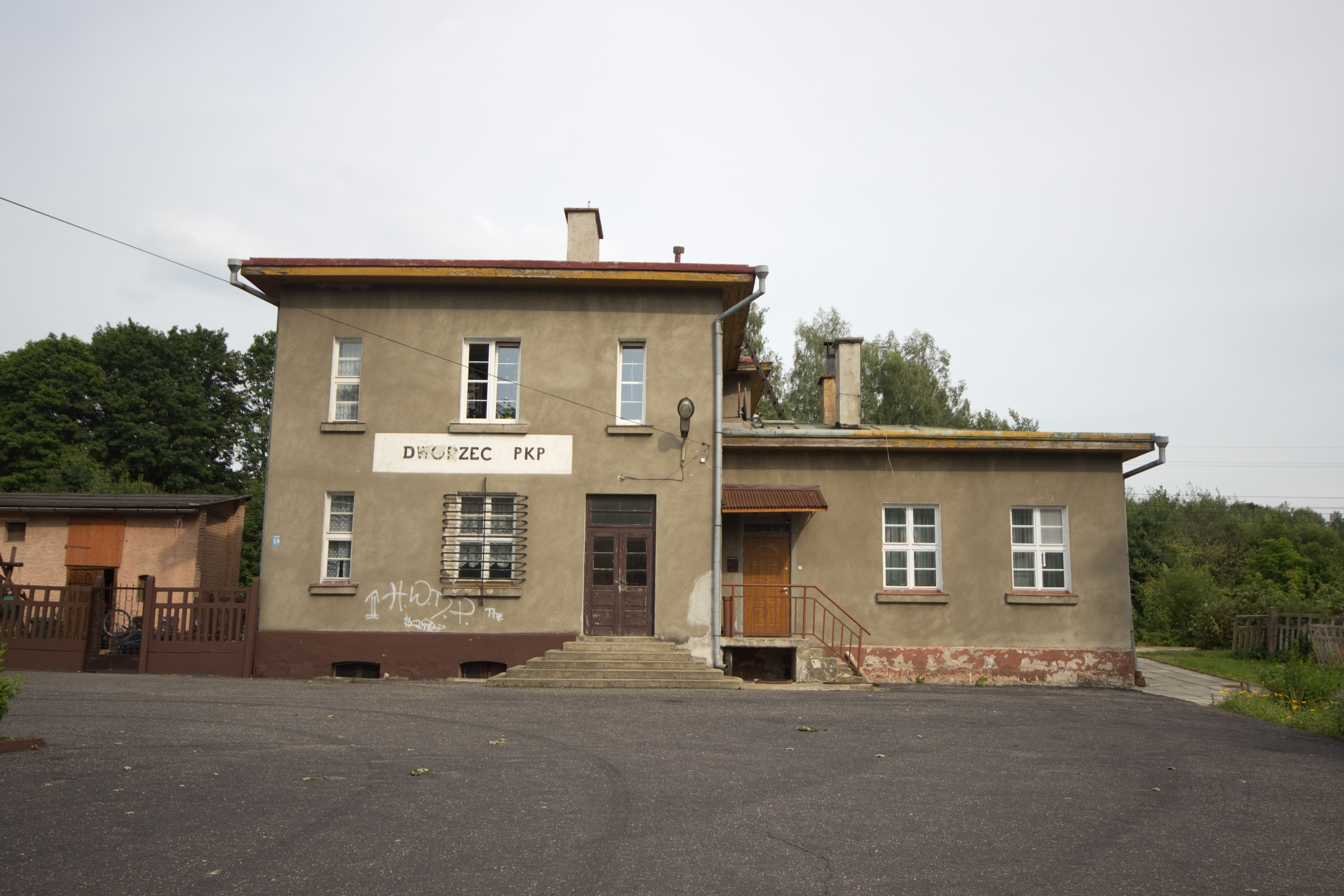
Górowo, Dworzec kolejowy

Górowo (niem. Bergenthal) – osada w Polsce położona w województwie warmińsko-mazurskim, w powiecie olsztyńskim, w gminie Kolno. W latach 1975–1998 miejscowość należała administracyjnie do województwa olsztyńskiego.
We wsi znajduje się dwór barokowy z końca XVIII wieku zmodernizowany w roku 1876. Park krajobrazowy z XIX wieku.

## Nazwa
Obecna nazwa została administracyjnie zatwierdzona 12 listopada 1946.